# Kotlina Jasielsko-Krośnieńska
Kotlina Jasielsko-Krośnieńska (513.67) – mezoregion geograficzny w południowo-wschodniej Polsce.
Kotlina Jasielsko-Krośnieńska stanowi część południowo-wschodnią Pogórza Środkowobeskidzkiego. Zajmuje szerokie, równoleżnikowe obniżenie terenu pomiędzy Strzyżowskim i Dynowskim na północy a Pogórzem Jasielskim i Pogórzem Bukowskim na południu.
Kotlina na zachodzie przechodzi w Obniżenie Gorlickie, tworząc wraz z nim Doły Jasielsko-Sanockie.
Kotlina obejmuje pas wzgórz i kotlin o wysokościach ok. 280–350 m n.p.m.: Obniżenie Łużańsko–Bieckie (300–320 m), Kotlina Jasielska (240–270 m), Kotlina Krośnieńska (ok. 260 m), Kotlina Sieniawsko–Rymanowska (320–350 m), Kotlina Haczowska (280–300 m), Kotlina Jasionowa (ok. 290 m), Kotlina Sanocka (290–300 m) i wysunięta na południe Kotlina Osiecka (ok. 300 m). Przez obszar Kotliny przepływają Wisłoka, Ropa, Jasiołka, San oraz Wisłok z licznymi dopływami.
Gleby są tu urodzajne, teren płaski lub lekko pofałdowany, dlatego cały obszar Kotliny to tereny rolnicze, zajęte pod osadnictwo już od wczesnego średniowiecza. Początki osadnictwa polskiego na prawie niemieckim dał powrót Ziemi sanockiej do Korony w roku 1340. Jest to równina z płaskimi garbami; ropa naftowa, gaz ziemny, wody mineralne. Głównymi miastami tej kotliny są; Krosno, Jasło, Biecz, i Gorlice oraz uzdrowiska; Iwonicz-Zdrój i Rymanów-Zdrój.
Z drugiej strony Kotlina Jasielsko-Krośnieńska jest dobrze zurbanizowana. Przebiegają przez nią ważne szlaki komunikacyjne. Miejski Obszar Funkcjonalny Krosno liczy ponad 115 tys. mieszkańców i jest jednym z najlepiej zaludnionych terenów województwa podkarpackiego. Miasto Krosno jest głównym ośrodkiem handlowym i przemysłowym regionu.
Kotlina jest również kolebką światowego przemysłu naftowego. W Bóbrce koło Krosna założona została w 1854 r. przez Ignacego Łukasiewicza pierwsza na świecie kopalnia ropy naftowej, zwanej wtedy olejem skalnym.

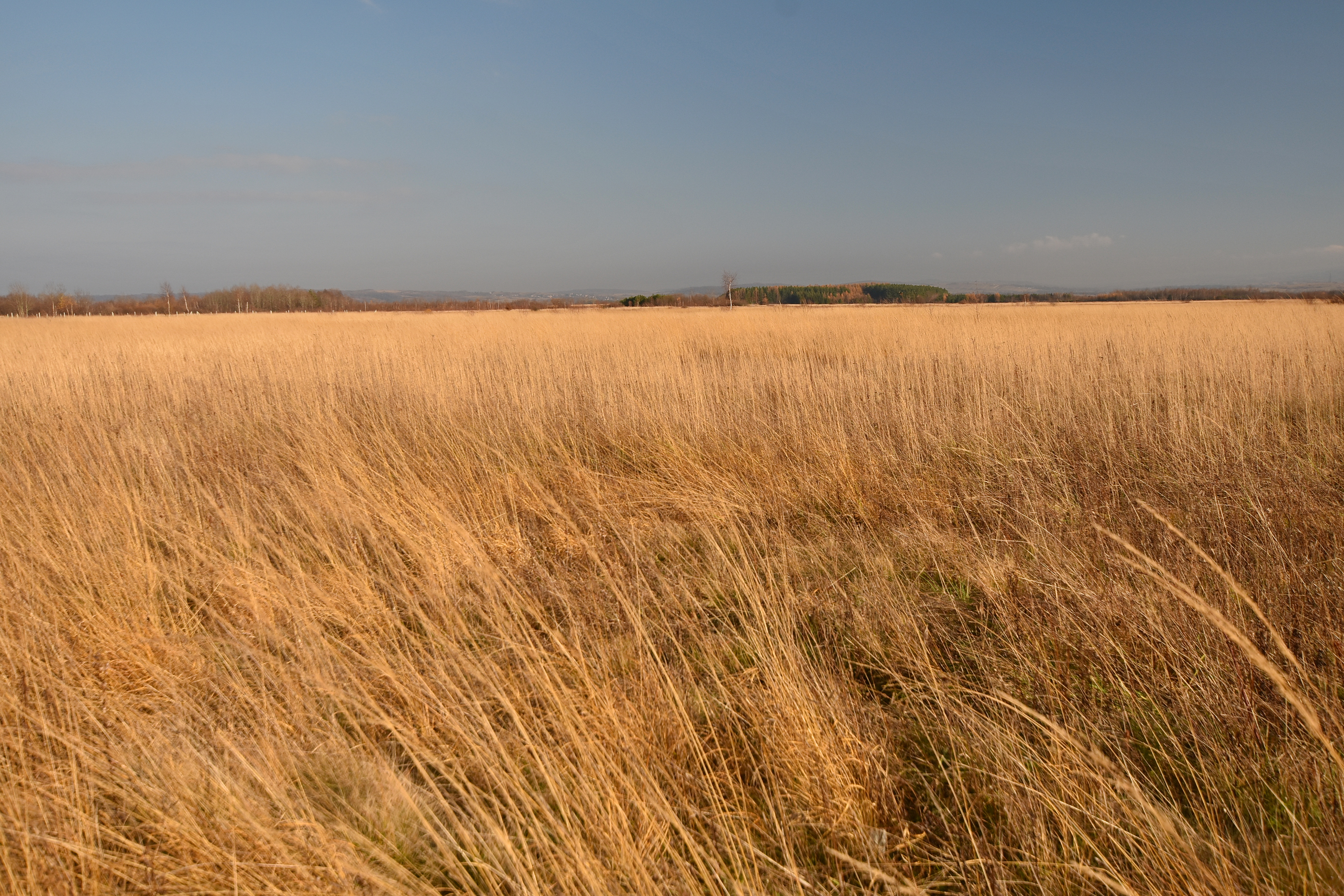
Kotlina Jasielska w Dobryni
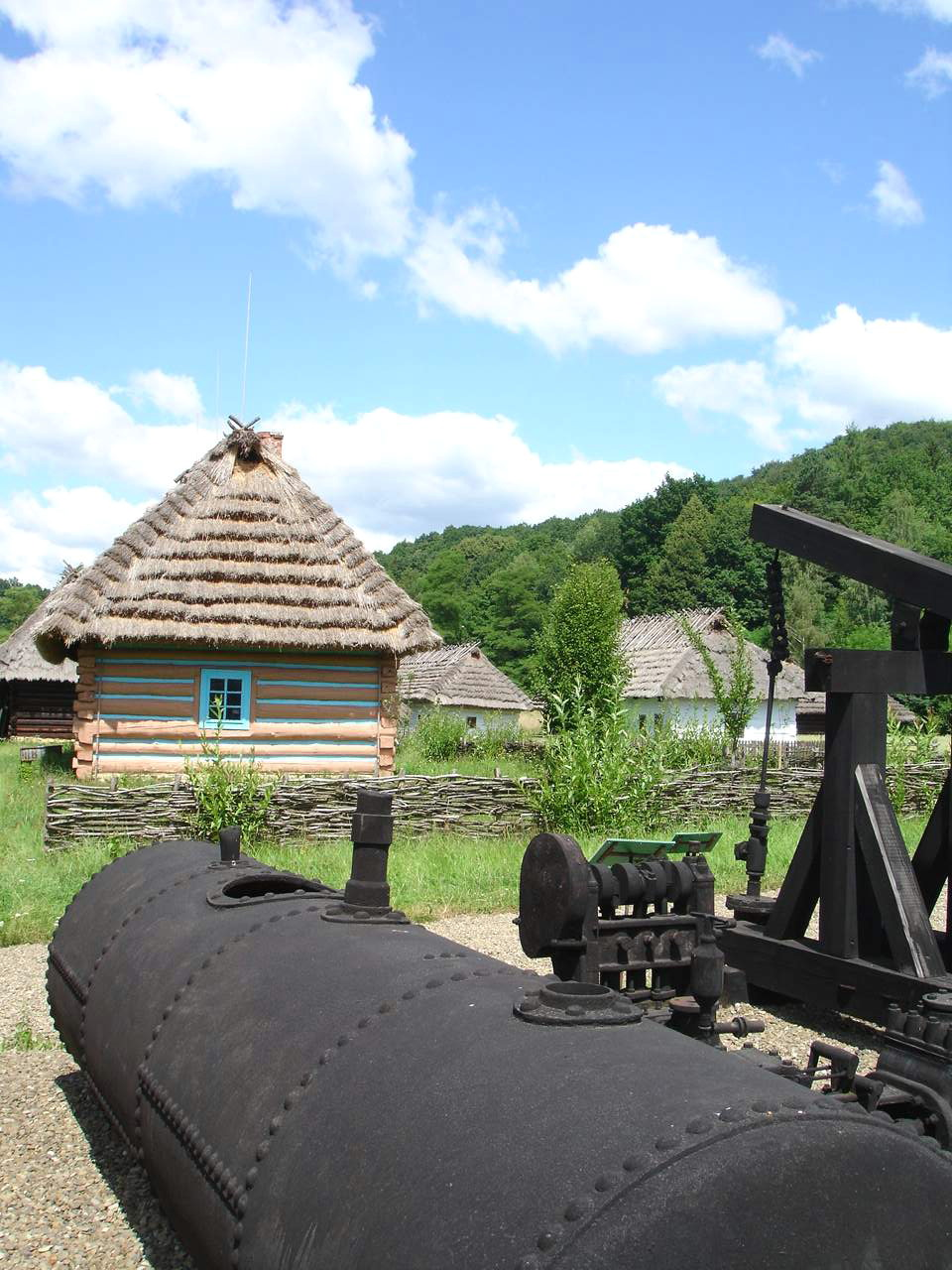
Sanok, MBL
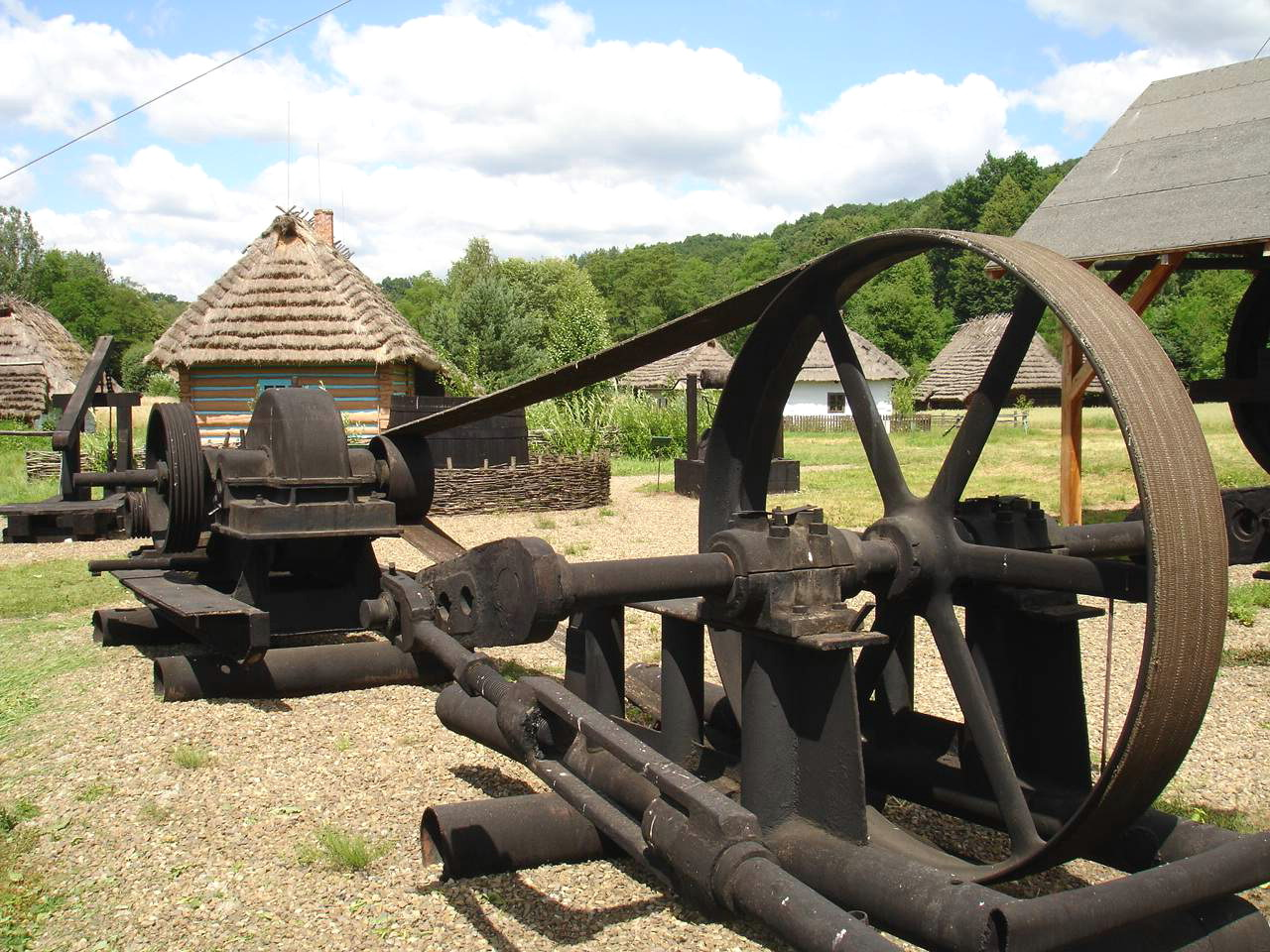
Sanok, MBL
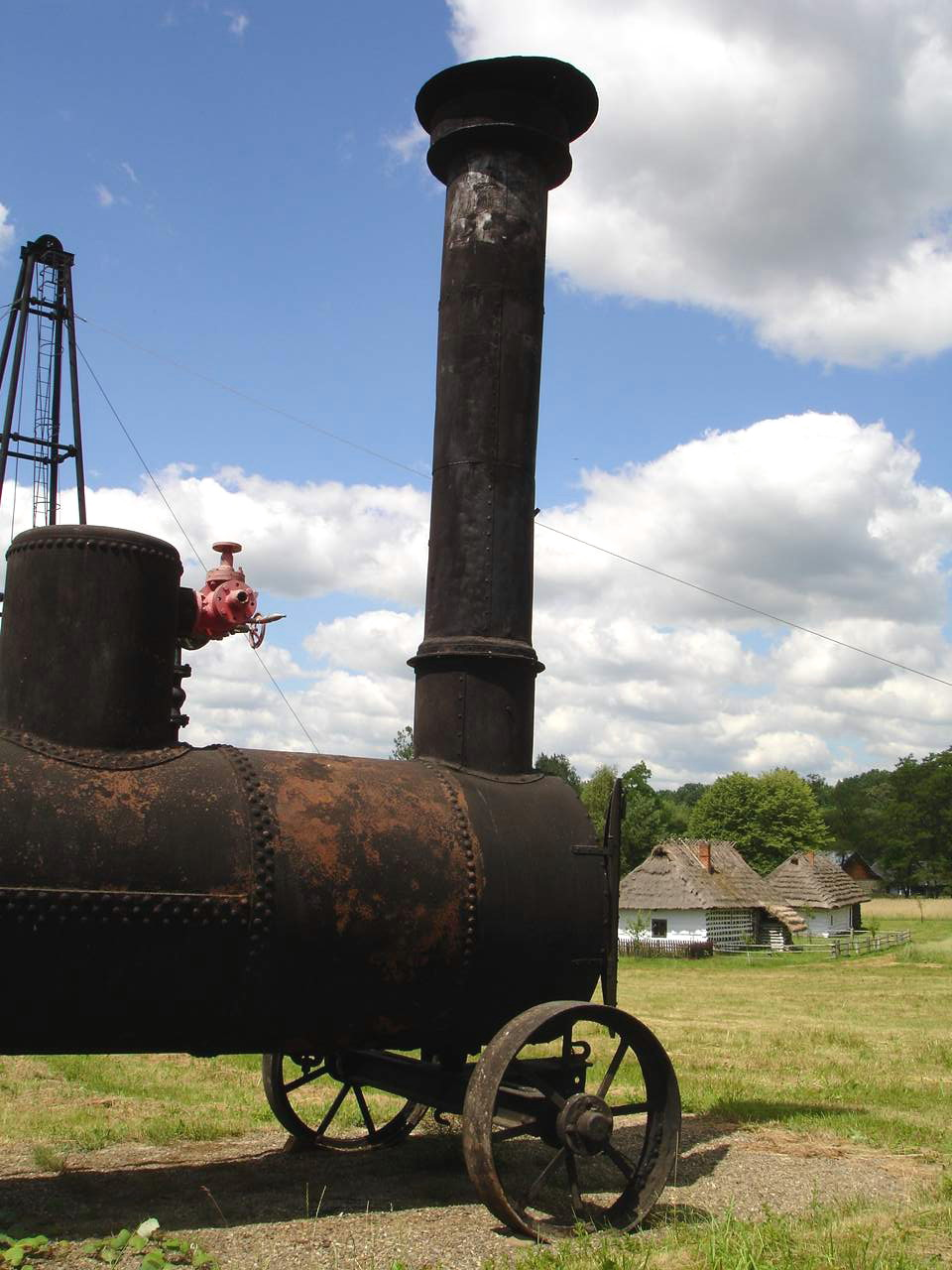
Sanok, skansen
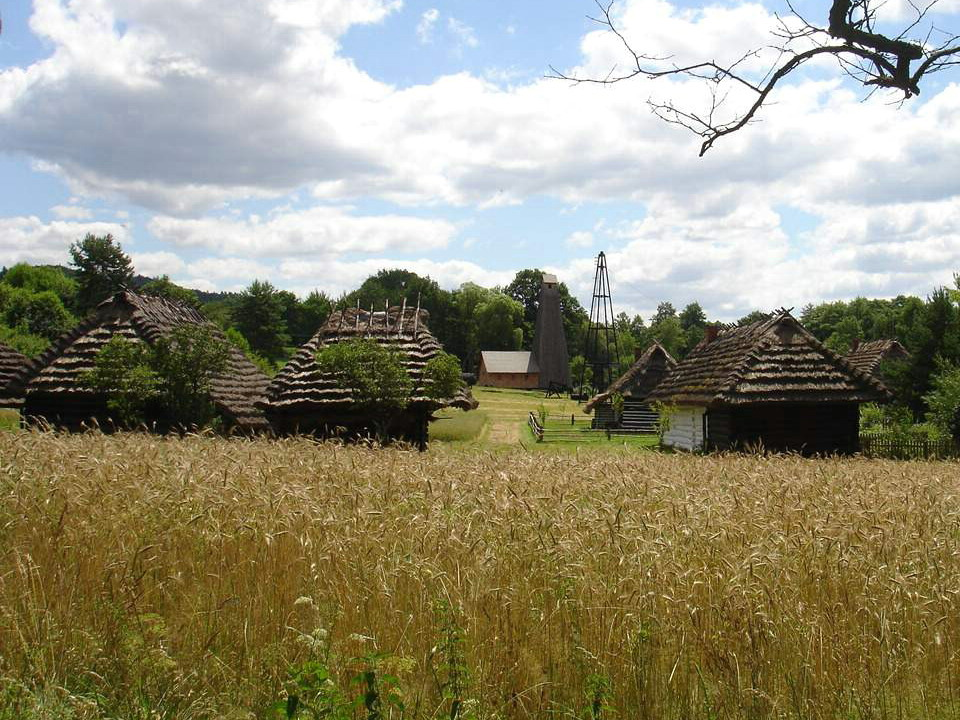
Sanok, skansen
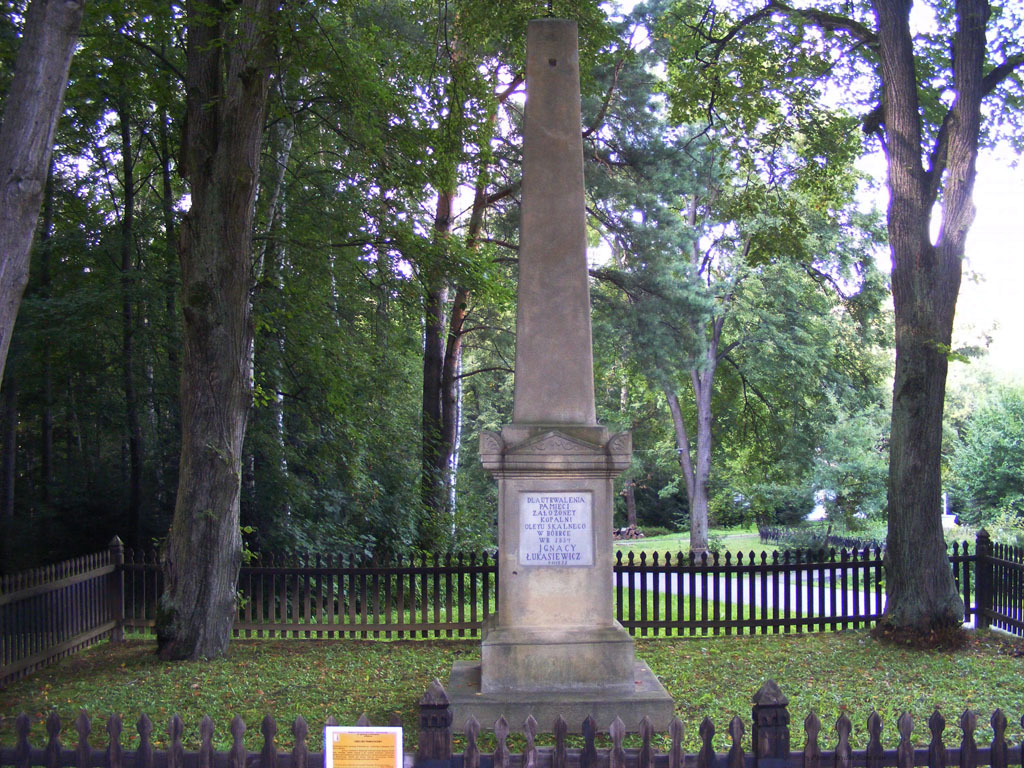
Bóbrka Skansen
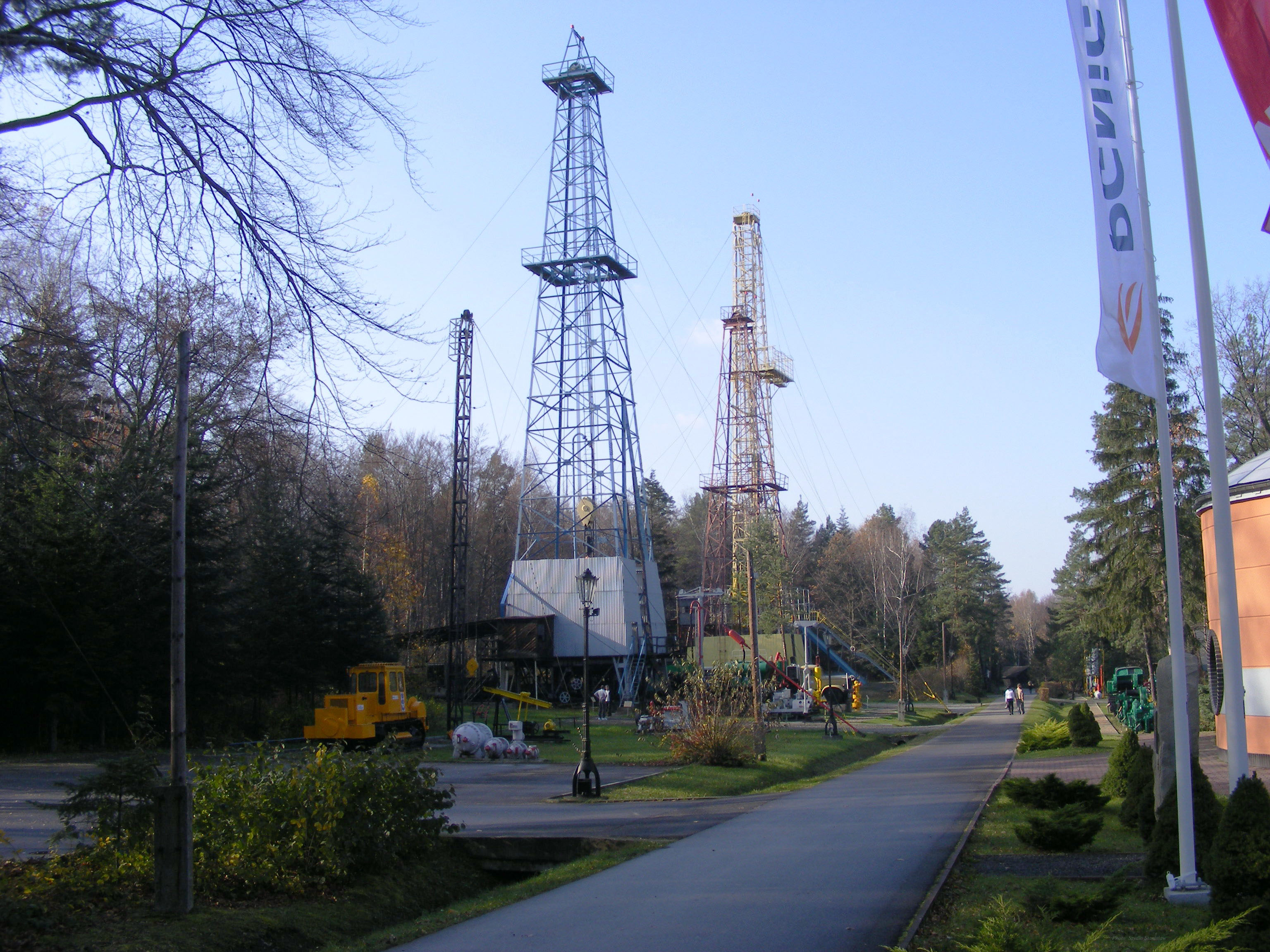
Bóbrka Skansen